# سيرجيو غارسيا (لاعب كرة قدم)
سيرجيو غارسيا (بالإسبانية: Sergio García de la Iglesia)‏ (8 أغسطس 1989 بسمورة في إسبانيا - ) هو لاعب كرة قدم إسباني في مركز الهجوم. شارك مع منتخب إسبانيا تحت 19 سنة لكرة القدم. أما مع النوادي، فقد لعب مع ريال أوفييدو وريال بلد الوليد ب وريال بلد الوليد ونادي سالامانكا ونادي سمورة ونادي كارتاخينا.

## وصلات خارجية
- سيرجيو غارسيا (لاعب كرة قدم) على موقع قاعدة بيانات كرة القدم.إي يو (الإنجليزية)
- سيرجيو غارسيا (لاعب كرة قدم) على موقع Soccerway.com (الإنجليزية)
- سيرجيو غارسيا (لاعب كرة قدم) على موقع AS.com (الإسبانية)